# 多玛错
多玛错（藏語：རྡོ་དམར་མཚོ།，威利转写：rdo dmar mtsho，THL：Domar Tso）位于中国西藏自治区阿里地区改则县境内，地处改则县中南部的一个山间盆地内，湖西有海拔5415米高的多玛日。湖面海拔4688米，面积18平方公里。湖区气候干寒，年均气温-2℃，年均降水量约150毫米。湖水主要依靠地下径流补给，集水区面积227平方公里。湖水中富含钾、硼资源。